# Ferrari 365 GT4 2+2
Der Ferrari 365 GT4 2+2 war ein Gran-Turismo-Coupé des italienischen Sportwagenherstellers Ferrari. Das Fahrzeug wurde 1972 präsentiert. Es erfuhr zahlreiche Weiterentwicklungen und wurde mit größeren Motoren und geänderten Bezeichnungen bis 1989 hergestellt.

## Das Konzept
Der 365 GT4 2+2 löste den Ferrari 365 GT 2+2 ab. Technisch entsprach der 365 GT4 2+2 dem „Il Gobbone“, lediglich der Radstand wurde um zwanzig Zentimeter verlängert. Der Wagen sprach allerdings eine andere Klientel an. Zum bevorzugten Kundenkreis gehörten Geschäftsleute, die zwar einen Ferrari fahren wollten, aber nicht den Blicke provozierenden Auftritt des Daytona oder dessen Nachfolgers, des 365 GT/4 BB beschwören wollten. Dementsprechend war der Wagen nicht als zweisitziges Sportcoupé gestaltet, sondern als Viersitzer Gran Turismo. Paolo Martin entwarf für Pininfarina eine klassische, sachlich schlichte Karosserie, die Sergio Pininfarina als „unaufdringlich eindringlich“ und einen seiner besten Entwürfe bezeichnete. Der deutsche Importeur Helmut Becker (Auto Becker) formulierte es so: „Ihn erkennt nur das Auge des Connaisseurs, des Kenners. Seine unauffällige Eleganz drückt geradezu Understatement aus. Einen Ferrari fahren, ohne dass es jeder merkt. Damit hat er etwas von einem sehr seriösen Geschäftspartner.“ Der 365 GT/4 2+2 war nach dem Daytona das zweite Serienmodell aus dem Hause Ferrari, das über die sogenannte „Pininfarina-Sicke“ verfügte, die sich um das gesamte Fahrzeug zog und es klar in einen oberen und einen unteren Teil aufgliederte. Dadurch wirkte die eher unspektakuläre Wagenform sowohl eleganter als auch dynamischer. Allerdings konnte die Ferrari-Kundschaft mit der unauffälligen Eleganz des 365 GT4 2+2 nicht in jedem Fall etwas anfangen: Viele fanden ihn „zu unspektakulär, zu ausladend, vielleicht zu sehr Ford Granada“.

## Entwicklungsgeschichte
Der Ferrari 365 GT 2+2 debütierte auf dem Pariser Salon 1972, wo er am Stand des französischen Ferrari-Importeurs Charles Pozzi präsentiert wurde. Bis 1976 entstanden insgesamt etwa 470 Fahrzeuge. Die Wagen waren sehr teuer. Sie kosteten auf dem Schweizer Markt etwa 10.000 SFR mehr als ein Aston Martin V8 oder ein Lamborghini Espada.
Das Konzept, einen leistungsstarken Zwölfzylinder im Programm zu haben, der keinen klassischen Sportwagen darstellte, sondern sich eher an Geschäftsleute wandte, ging für Ferrari gleichwohl auf: Der 365 GT/4 2+2 wurde später mit größeren Motoren und sogar einem Automatikgetriebe ausgeliefert und bis 1989 gebaut. Damit gehören er und seine direkten Nachfolger (Baureihe 400 und 412) mit einer Produktionszeit von 17 Jahren zu den am längsten produzierten Baureihen der Automobilindustrie insgesamt (der Ferrari 400 wurde während dieser Zeit insgesamt 1.809-mal gebaut (Modelle 400 GT, 400 Automatic, 400i und 400i Automatic), der Ferrari 412 576-mal.)
- Fahrgest.-Nr.: Zwischen 17083 und 18895, ca. 470 produzierte 365 GT/4 2+2
- Motor: V12, 4390 cm³, 325 PS (239 kW)

## Konkurrenten
- Aston Martin V8 I
- Monteverdi 375/L High Speed